# Michael Bojesen

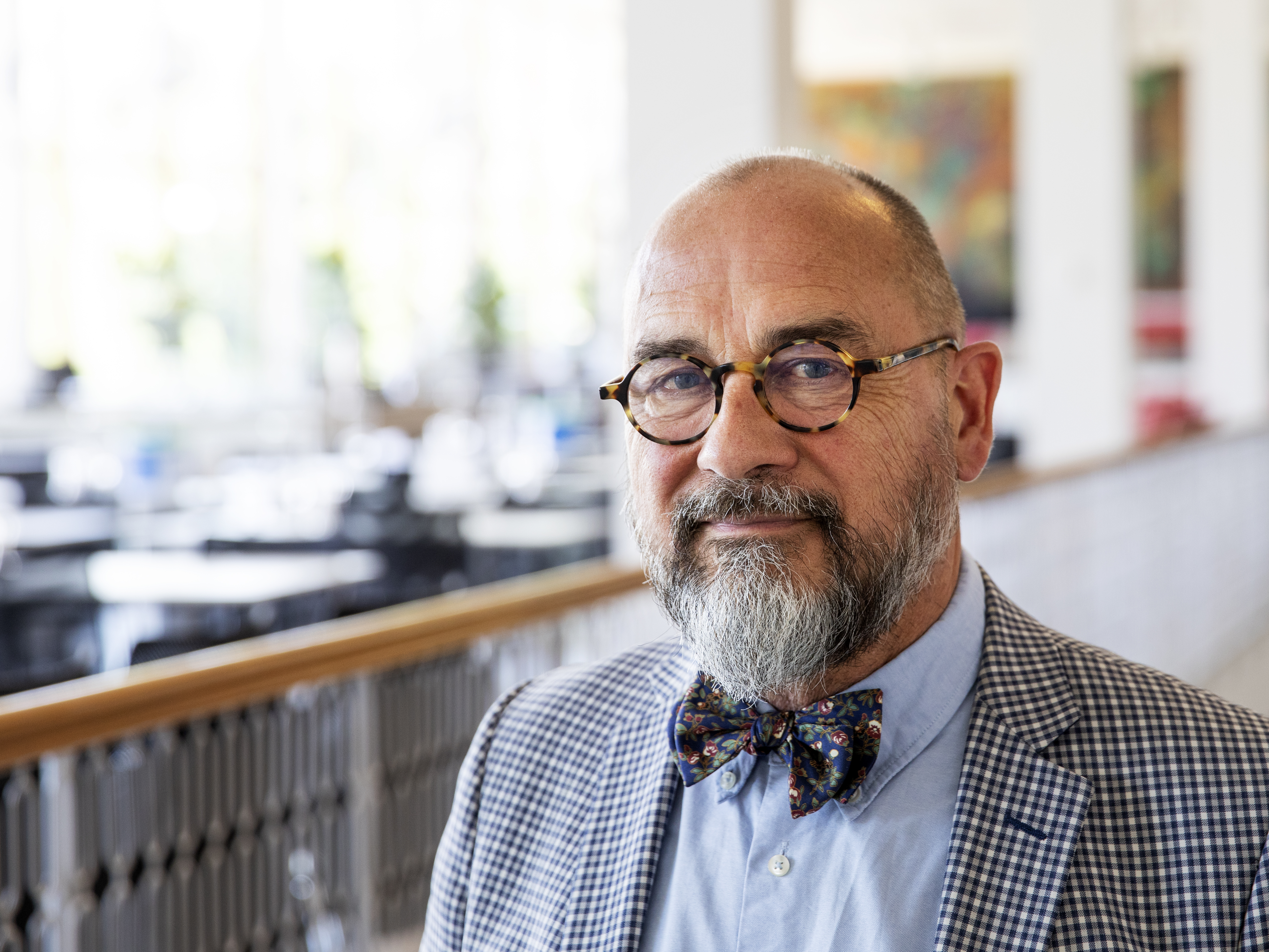
Michael Bojesen

Michael Bojesen, född 7 augusti 1960 i Köpenhamn, är en dansk dirigent, tonsättare och musikpedagog. 
Bojesen tog examen vid Det Kongelige Danske Musikkonservatorium 1984 och har även studerat för Jorma Panula. Efter sin examen var han lärare på Sankt Annæ Gymnasium fram till år 2000. Under denna tid var han chefsdirigent för Sankt Annæ Gymnasiekör - en av Europas största ungdomskörer med cirka 250 sångare. Från 1989 till 2006 var han dirigent för kammarkören Camerata. Under åren 2001–2010 var Bojesen chefsdirigent för Danmarks Radios flickkör - DR Pigekoret. 2011–12 var han anförare för Lunds Studentsångförening. 
Åren 1994–2003 var Michael Bojesen verksam som docent vid Det Kunglige Danske Musikkonservatorium. Han är en flitig tonsättare och utsågs 1998 till "Årets körkompositör" i Danmark. Han har också gjort prisbelönta skivproduktioner.
I egenskap av konstnärlig ledare för Copenhagen Opera Festival 2012–16 har han utvidgat den Köpenhamnska sommarfestivalen med en mängd olika slags opera-evenemang för en bred publik. 2017 tillträdde han som chef för Malmö Opera. Därifrån blev han uppsagd med omedelbar verkan den 19 april 2022.